# Krokevassfjellet
Das Krokevassfjellet  ist ein Berg an der Prinzessin-Astrid-Küste des ostantarktischen Königin-Maud-Lands. Er ragt im westlichen Teil der Schirmacher-Oase auf.
Wissenschaftler des Norwegischen Polarinstituts benannten ihn in Anlehnung an die Benennung des Krokevatnet.